# جزیره پراک
جزیره پراک (به انگلیسی: Perak Island) (مالایی: Pulau Perak , جاوی: ڤولاو ڤیراق) یک جزیره صخره ای کوچک است که غربی‌ترین نقطه انتهایی قلمرو مالزی را تشکیل می‌دهد. قطر این جزیره حدود ۲۰۰ متر است. این جزیره یک صخره ماسه‌سنگ است که در تنگه مالاکا سر برآورده است. این جزیره یک صخره شیب دار دارد که ارتفاع آن بیش از ۱۰۰ متر است.
جزیره پراک بخشی از ایالت کداح مالزی است که تحت حوزه انتخابیه لنکاوی مدیریت می‌شود. پیش‌بینی می‌شود که به عنوان منطقه حفاظت شده دریایی تعیین شود. جزیره پراک در فاصله ۱۵۸ کیلومتری شمال غربی پنانگ قرار دارد، که نزدیکترین ناحیه کلان‌شهری به آن است.
در ماه مارس ۲۰۱۴، پرواز شماره ۳۷۰ هواپیمایی مالزی در نزدیکی این جزیره از رادار مالزی ناپدید شد.